# Voo Pacific Western Airlines 501
O voo Pacific Western Airlines 501 foi um voo programado entre Calgary e Edmonton, Alberta, Canadá. O avião pegou fogo durante a decolagem em 22 de março de 1984.

## Descrição do acidente
O Boeing 737 taxiou do Aeroporto Internacional de Calgary às 7h35 e seguiu para o norte na pista 34-16, que transportava cinco tripulantes e 114 passageiros. Às 7h42, um som de explosão foi ouvido 20 segundos durante a decolagem. O avião começou a vibrar e virar à esquerda, e um incêndio estourou na parte traseira da aeronave. O piloto, Stan Fleming, conseguiu abortar a decolagem.
Uma evacuação de emergência foi ordenada enquanto o fogo continuava a rugir. Cinco pessoas ficaram gravemente feridas e 22 sofreram ferimentos leves, mas não houve mortes. O avião foi destruído pelo fogo.
O incêndio foi atribuído a uma falha no disco do compressor que explodiu, esmagando os tanques de combustível. Este incidente foi semelhante à causa do desastre do voo British Airtours 28M, que matou 55 pessoas em 1985.